# Liste der Naturdenkmale in Ginsheim-Gustavsburg
Die Liste der Naturdenkmale in Ginsheim-Gustavsburg nennt die im Gebiet der Stadt Ginsheim-Gustavsburg im Kreis Groß-Gerau in Hessen gelegenen Naturdenkmale.
| Bild            | Bezeichnung                       | Ortsteil, Lage                                       | Beschreibung | Art     | Nr. |
| --------------- | --------------------------------- | ---------------------------------------------------- | ------------ | ------- | --- |
| BW              | 10 Eichen auf der Insel Rheinauen | Ginsheim und Astheim 49° 57′ 28,4″ N, 8° 20′ 54,6″ O |              | Eiche   | 044 |
| Fotos hochladen | 3 Eichen auf der Neuaue           | Ginsheim 49° 57′ 29,9″ N, 8° 21′ 1,1″ O              |              | Eiche   | 067 |
| Fotos hochladen | 1 Platane                         | Gustavsburg 49° 59′ 51″ N, 8° 18′ 59,8″ O            |              | Platane | 068 |

## Belege
1. ↑  Naturdenkmale im Kreis Groß-Gerau. (pdf; 39 kB) Der Kreis Groß-Gerau, 15. Januar 2014, archiviert vom Original (nicht mehr online verfügbar) am 15. Februar 2016; abgerufen am 24. Januar 2016.
2. ↑  
Naturdenkmale im Kreis Groß-Gerau. (pdf; 851 kB) (Karte). Der Kreis Groß-Gerau, 15. Januar 2014, archiviert vom Original (nicht mehr online verfügbar) am 15. Februar 2016; abgerufen am 24. Januar 2016.

- Karte mit allen Koordinaten:
- OSM |
- WikiMap